# 자니 아서

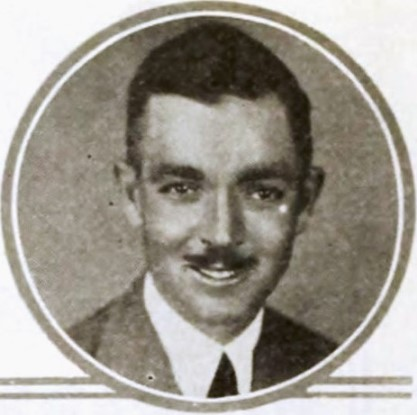

자니 아서(Johnny Arthur, 1883년 5월 20일 ~ 1951년 12월 31일)는 미국의 배우이다.

## 영화
- 5번가에서 생긴 일 (1947년)
- 싱가폴 가는 길 (1940년)
- 릴 애브너 (1940년)
- 다우팅 토머스 (1935년) - 랠프 트윌러 역
- 여인네들 (1934년)
- 트웬티 밀리언 스윗하트 (1934년)
- 쇼 오브 쇼 (1929년)
- 사막의 노래 (1929년)